# Lords of the Realm III
Lords of the Realm III est un jeu vidéo de stratégie en temps réel sorti en 2004. Le jeu a été développé par Impressions Games puis édité par Sierra.
Il fait suite au jeu Lords of the Realm II sorti 8 ans avant.

## Accueil
| Lords of the Realm III |      |       |
| Média                  | Pays | Notes |
| Canard PC              | FR   | 3/10  |
| Computer Gaming World  | US   | 1/5   |
| Gamekult               | FR   | 4/10  |
| GameSpot               | US   | 84 %  |
| IGN                    | US   | 64 %  |
| Jeuxvideo.com          | FR   | 11/20 |
| Joystick               | FR   | 3/10  |
| PC Jeux                | FR   | 67 %  |
| Compilations de notes  |      |       |
| Metacritic             | US   | 65 %  |
| GameRankings           | US   | 54 %  |